# Pfarrkirche Imsterberg

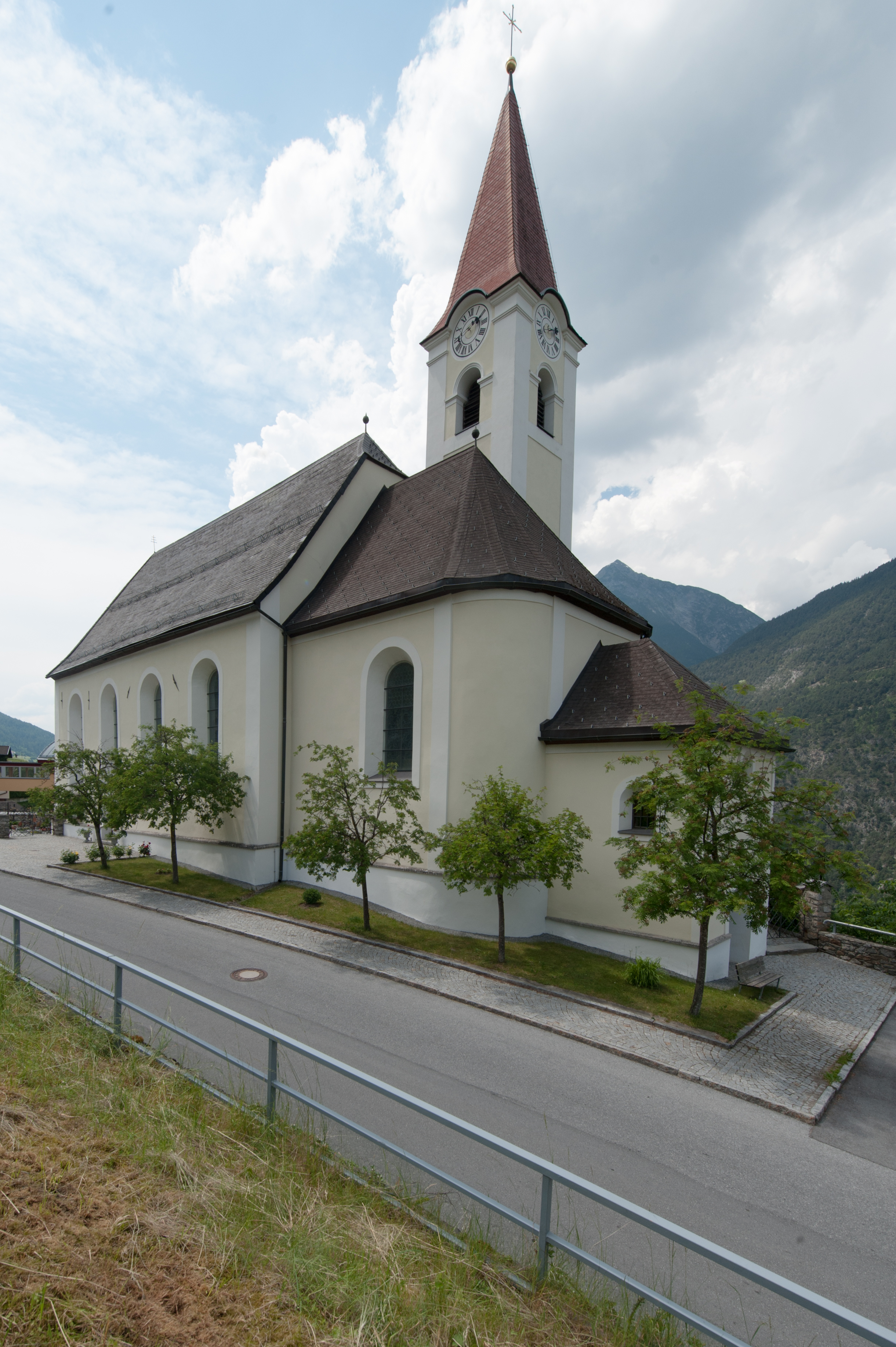
Pfarrkirche Imsterberg (2015)

Die Pfarrkirche Mariä Sieben Schmerzen ist eine römisch-katholische Kirche im Ortsteil Endsfeld der Gemeinde Imsterberg im Bezirk Imst in Tirol. Die Sieben-Schmerzen-Kirche gehört zum Dekanat Imst in der Diözese Innsbruck. Die Kirche steht unter Denkmalschutz.

## Geschichte
Die Kirche wurde 1390 urkundlich genannt. Einem Neubau 1687 folgte ein weiterer Neubau 1791. Der Turm wurde 1828 erbaut. 1977 wurde die Fassade renoviert.

## Architektur
Die spätbarocke Kirche mit einem eingezogenen flachrund schließenden Chor und einer östlich angebauten Sakristei ist von einem Friedhof umgeben. Das Langhaus hat vier Fensterachsen, ein Westportal und ein Südportal. Der Nordturm hat rundbogige Schallfenster und eine Pyramidenspitzhdach. Die Giebelfassade aus 1791 zeigt drei Mosaikbilder Christus als Baumeister, Herz Jesu und Maria.
Das Langhaus und der Chor haben ein Tonnengewölbe mit Stichkappen. Hinter dem eingezogenen Triumphbogen wird der eingezogenen Chor durch den eingestellten Turm weiter verengt und durch eine vorgestellte Wand im Süden symmetrisch gehalten und hat dadurch einen breiteren Chorschluss.
Die Glasmalerei malte 1945 Arthur Hecke.

## Ausstattung

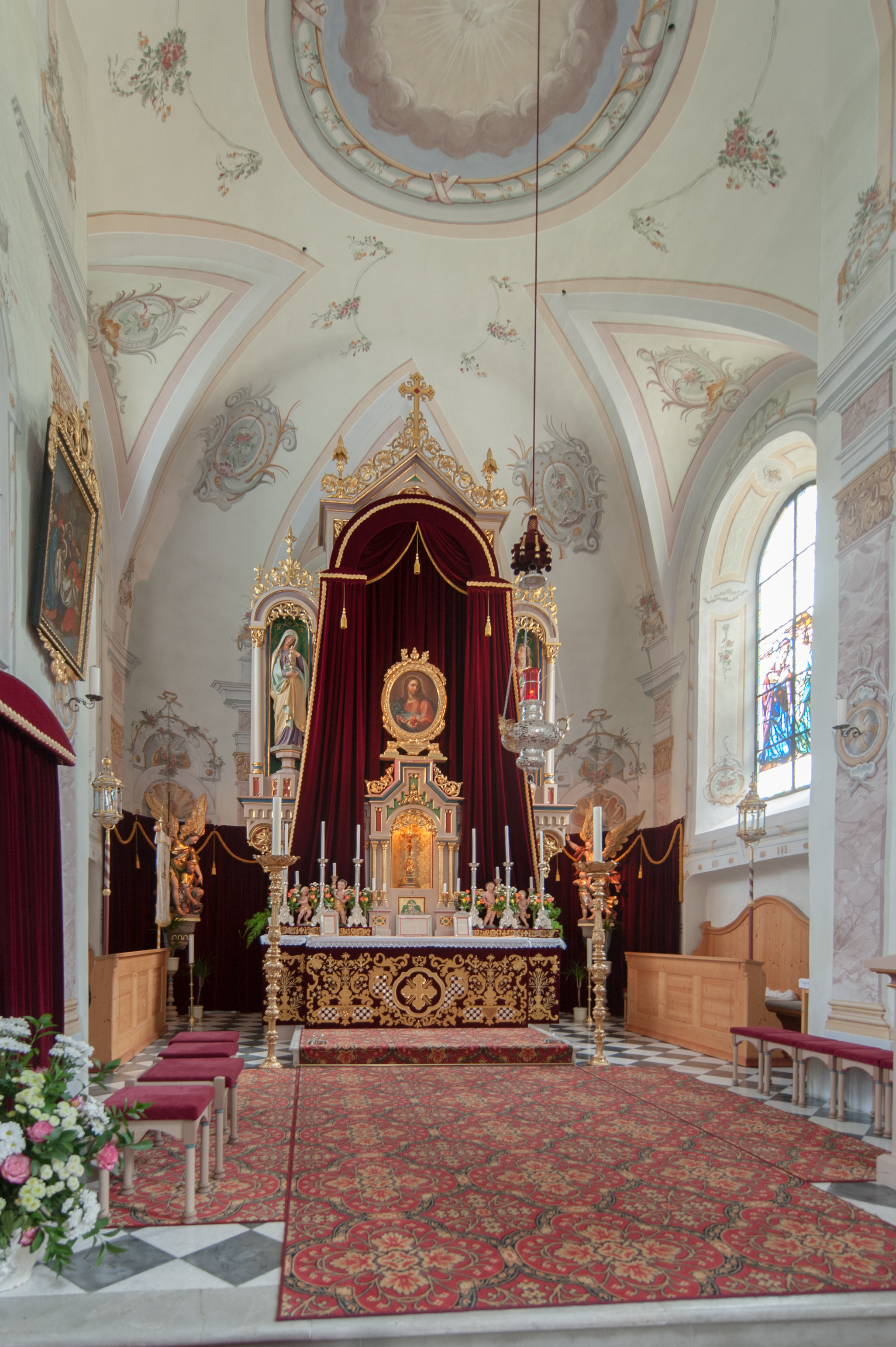
Altarraum

Die Kirche hat eine einheitliche Einrichtung aus dem 19. Jahrhundert. Der Hochaltar trägt eine gotische Schnitzfigur Pietà aus dem 1. Viertel des 15. Jahrhunderts, welche aus der ehemalig gotischen Pfarrkirche in Wilten hierher übertragen wurde, und seitlich die Figuren der Heiligen Barbara und Johannes Evangelist.
Die Seitenaltäre zeigen Altarbilder von Johann Kärle aus 1872, links Schutzengelbild, und rechts hl. Johannes Nepomuk. Links sind die Figuren Elisabeth und Cäcilia und rechts die Figuren Nikolaus und Martin.
Es gibt zwei Sitzgruppen Schutzengel und Raphael mit Tobias von Johann Schnegg um 1770. Eine Bretterkrippe schuf 1874 Josef Kramer.
Der Hauptkorpus der Orgel baute um 1803 Andreas Mauracher. Das Brüstungspositiv baute 1957 Karl Reinischs Erben. Es gibt eine Glocke von Bartlme Graßmayr aus 1704.

## Widum und Kriegergedächtniskapelle
Das denkmalgeschützte Widum, ein breit gelagerter zweigeschoßiger Bau unter einem Schopfwalmdach, stammt aus dem 18. Jahrhundert.
Die Kriegergedächtniskapelle zeigt ein Bild der Pietà des Malers Thomas Walch.